# Maria i Bogdan Kalinowscy

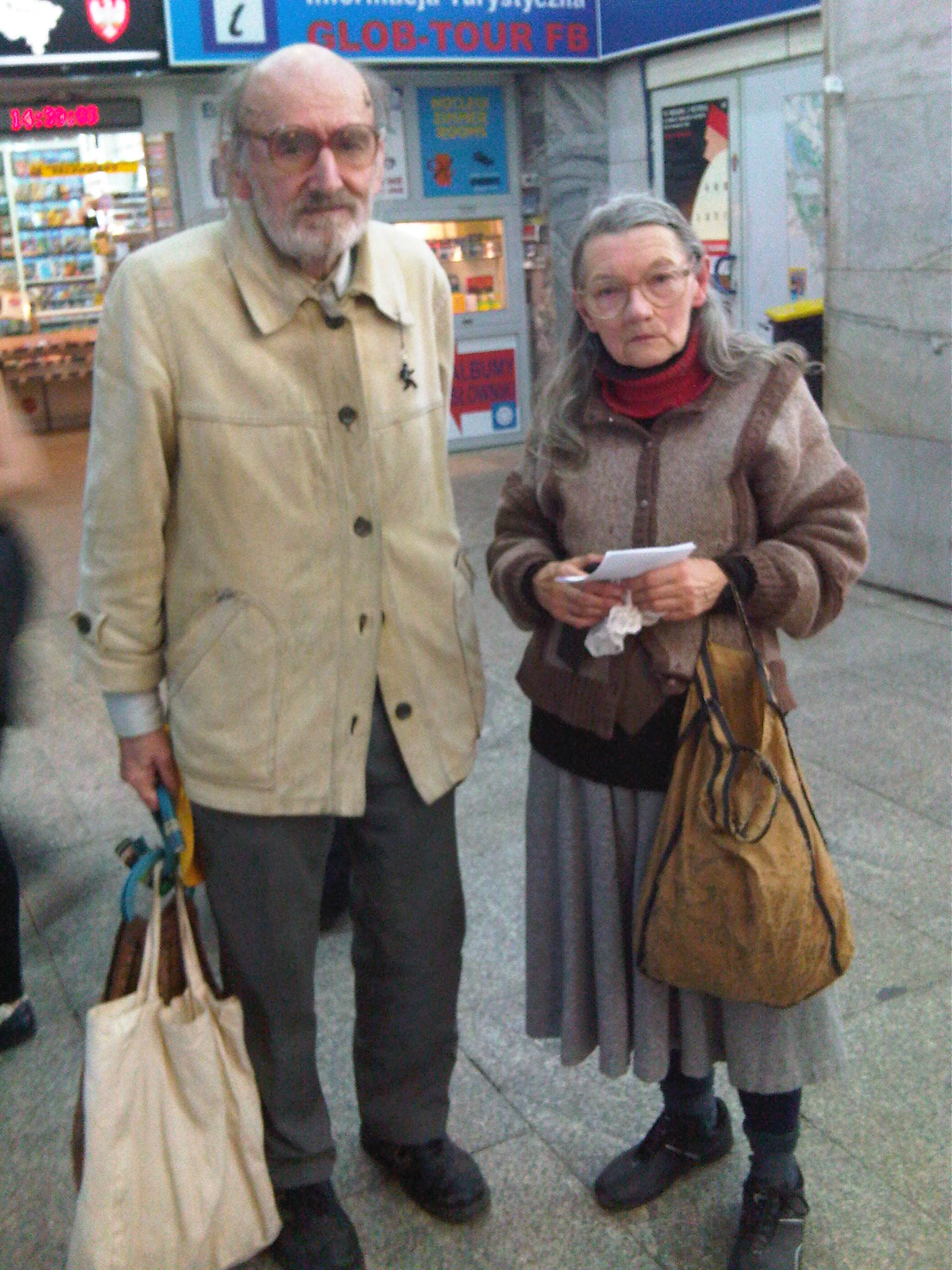
Maria i Bogdan Kalinowscy (czerwiec 2012)

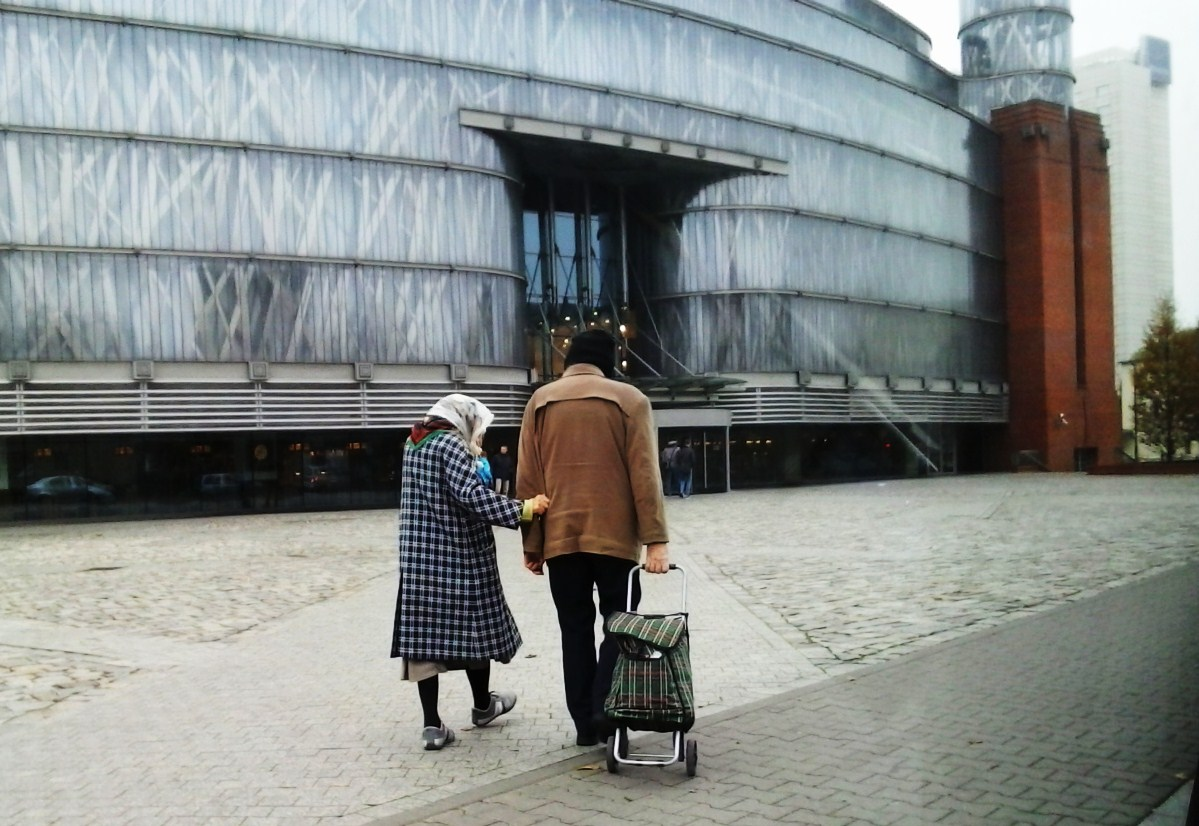
W drodze do kina (listopad 2014)

Maria Makowska-Kalinowska (ur. 1945, zm. 14 listopada 2020) i Bogdan Kalinowski (ur. 1939, zm. 9 listopada 2017) – poznańskie małżeństwo miłośników kina, które wspólnym oglądaniem filmów zajmowało się regularnie od 1973 roku. W samym 2010 roku obejrzeli 563 filmy, na przestrzeni lat 1973–2011 zobaczyli w sumie ponad 11 tys. produkcji, a do połowy 2015 roku blisko 14 000 filmów.
Pasji Kalinowskich poświęcono filmy dokumentalne, m.in. Rekord absolutny (1998) i Jeden dzień bliżej kina (2002). W 2006 roku z okazji 110-lecia kina otrzymali od prezydenta Poznania Ryszarda Grobelnego list z gratulacjami i podziękowania. W 2008 roku dostali nagrodę specjalną na festiwalu filmowym „Prowincjonalia”.
Od 2021 roku w Poznaniu odbywa się Festiwal Poznańskich Kinomanów, poświęcony pamięci Marii i Bogdana Kalinowskich.

## Życiorys
Poznali się w 1973 na kursach bibliotecznych, ślub cywilny wzięli w 1986. Pracowali w szkolnych bibliotekach. Mieszkali w Poznaniu, do 2007 w dwóch lokalach: w domu rodzinnym Marii przy ul. Konopnickiej oraz w niewielkim wynajmowanym mieszkaniu przy ul. Polnej. Z obu musieli się wyprowadzić. Od władz miasta otrzymali niewielkie mieszkanie w oficynie kamienicy, położone nad kinem studyjnym Muza; do mieszkania tego wprowadzili się w lipcu 2010. Koszty kapitalnego remontu tego lokalu opłacono z publicznej zbiórki pieniędzy, zgromadzonych m.in. podczas charytatywnego seansu w kinie Muza.
Pierwszym wspólnie obejrzanym filmem był Król, dama, walet Jerzego Skolimowskiego w kwietniu 1973 w kinie Wilda. Był to już 1798. film Marii – pierwszym filmem, który zapisała, była radziecka komedia pt. Dziewczyna z gitarą, obejrzana w 1959. Bogdan zaczął wówczas prowadzić dokładną, złożoną ewidencję obejrzanych filmów; przy ich katalogowaniu korzystał z systemu bibliotecznego przeznaczonego dla szkolnej biblioteki (każdy film zapisywany był na osobnej karteczce w określony sposób). Do momentu poznania Bogdana Maria obejrzane filmy spisywała kolejno w zeszycie. W 2008 obejrzeli film o numerze 10 tys. (była to brytyjska komedia pt. Happy-Go-Lucky, czyli co nas uszczęśliwia), po seansie pracownicy kina wręczyli Kalinowskim kwiaty i tort. W 2010 obejrzeli 563 filmy, a na przestrzeni lat 1973–2011 zobaczyli w sumie ponad 11 tys. produkcji. Oglądali wszystkie filmy, bez względu na gatunek, co do zasady tylko raz i tylko w kinie.
W 2006 otrzymali od prezydenta Poznania Ryszarda Grobelnego list z gratulacjami i podziękowaniami z okazji 110-lecia kina. W 1998 Sebastian Butny i Radosław Ładczuk nakręcili film dokumentalny poświęcony Kalinowskim pt. Rekord absolutny, za który otrzymali nagrodę Złoty Zamek na festiwalu filmowym Off Cinema. W 2002 Joanna Sokołowska wyreżyserowała poświęcony im film pt. Jeden dzień bliżej kina, który rok później otwierał Festiwal Polskich Filmów Fabularnych w Gdyni. W 2008 dostali nagrodę specjalną Jańcia Wodnika na Ogólnopolskim Festiwalu Sztuki Filmowej „Prowincjonalia”. Byli honorowymi gośćmi większości polskich festiwali filmowych, np. festiwalu Nowe Horyzonty we Wrocławiu.
Bogdan Kalinowski był synem Zofii Męczyńskiej oraz malarza Tadeusza Kalinowskiego.